# Tungsten T3

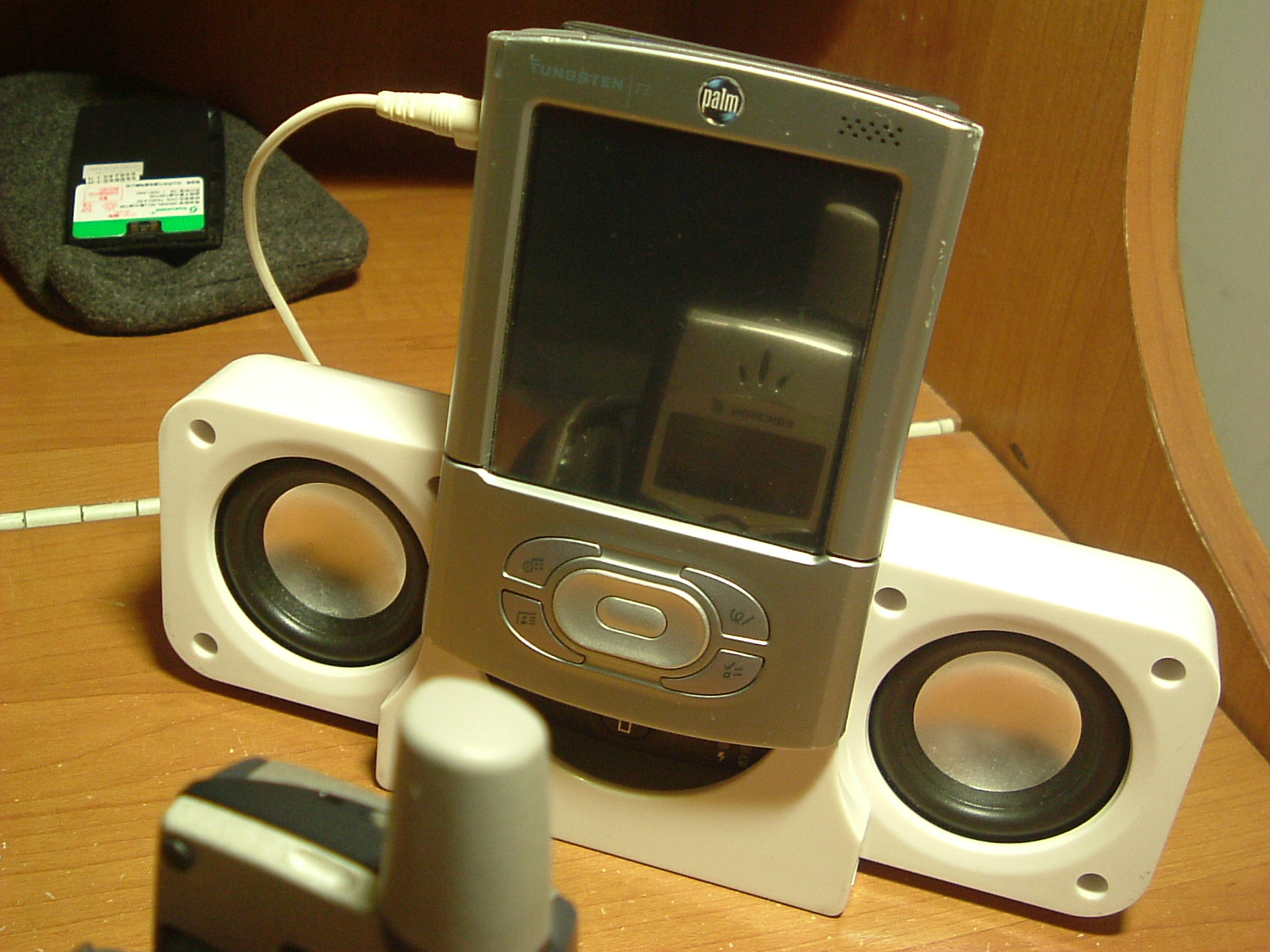
Tungsten T3

Tungsten T3是Palm公司在2003年推出的掌上电脑，採用操作系统為Palm OS 5.2.1，处理器採用Intel XScale 400MHz。

## 規格
- 处理器：Intel XScale 400MHz
- 显示屏：320*480半透反射彩色显示屏
- RAM容量：64MB
- 音频：内置扬声器、3.5立体声耳机接口
- 扩展插槽：支持SD卡、SDIO和多媒体卡（MMC卡）
- 电池：可充电式900m锂聚合物电池
- 外形尺寸：10.9厘米*7.6厘米*1.3厘米
- 产品重量：156克
- 其他参数 内置话筒；5向导航键；振动，铃声和LED提醒功能、内置蓝芽v1.1收发器、可伸缩式外壳